# Ignácio Parreiras Neves
Ignácio Parreiras Neves (Vila Rica do Ouro Preto, 1730 – aldaar, 1794) was een Braziliaans componist, organist en zanger.
Neves was bekend als zanger (tenor), dirigent en componist in de goudmijnenregio om Vila Rica do Ouro Preto. In 1752 werd hij lid van de Irmandade de São José dos Homens Pardos en werkte voor deze broederschap en de burgemeester en zijn geboortestad. In de tijd van 1776 tot 1782 was hij ook organist aan de kerk Igreja de Nossa Senhora das Mercês e Perdões.

## Composities

### Missen, oratoria en gewijde muziek
- 1786 Ofício para os Funerais do Rei Dom Pedro III (Treurmuziek voor de uitvaart van de Portugese koning Peter III van Portugal)
- 1789 Ladainha
- 1789 Oratório ao Menino Deus Para a Noite de Natal, no vernáculo
- Credo
- Salve Regina, antifoon "Salve Regina" van Ignácio Parreiras Neves